# Seututie 368
Pour les articles homonymes, voir Route 368.
La route régionale 368 (finnois : Seututie 368) est une route régionale allant de Valkeala jusqu'à Uutela en Finlande.

## Description
La route régionale 368 part de Valkeala, passe par Mäntyharju pour se terminer à Uutela à Hirvensalmi.
Elle traverse une région boisée et peu peuplée entre la vallée de la Kymi et la Savonie du Sud.

## Parcours
- Valkeala, Kouvola
- Mäntyharju
- Uutela, Hirvensalmi